# Elias Nicolai
Elias Nicolai, régebbi magyar forrásokban Nicolai Illés vagy Nicolai Illyés, ritkábban Képfaragó Illyés 17. századi szobrász, a késő reneszánsz illetve korai barokk korában Erdély legjobb, legnevesebb és legkeresettebb szobrásza. Tevékenységéről 1635 és 1660 között vannak adatok, megbízói (nemesek, szász patríciusok, lutheránus püspökök, református egyház) a korabeli társadalom elitjéből kerültek ki.

## Élete
Életrajzi adataiból következtetve 1605—1610 között születhetett. Feltehetőleg szász származású volt, és a Szepességből vándorolt Erdélybe, ahol Nagyszebenben telepedett le. Valószínűsíthető, hogy az 1630-as évek elején nyitotta meg műhelyét az Erzsébet utcában, az 1650-es években pedig még egy házat vásárolt ugyanott. 1660 után nem maradt fenn róla adat; elképzelhető, hogy ebben az évben Nagyszeben lakosságának egy harmadát elpusztító pestisjárvány során hunyt el.

## Családja
Első felesége, Agnetha, 1639-ben hunyt el, és két gyermek maradt utána, Anna és Elias. Második felesége Katharina Fleischer Berethalomról, akitől egy lánya született 1644-ben. Harmadik felesége Andreas Hegyesch brassói tanácsos és krónikaíró Anna nevű lánya. Negyedik felesége egy lelkész özvegye, Margarethe Ehrmann volt.

## Művei

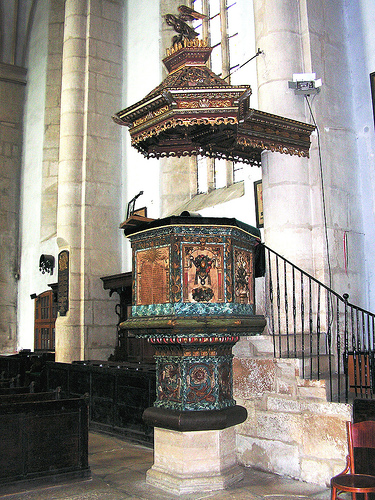
A Farkas utcai református templom szószéke

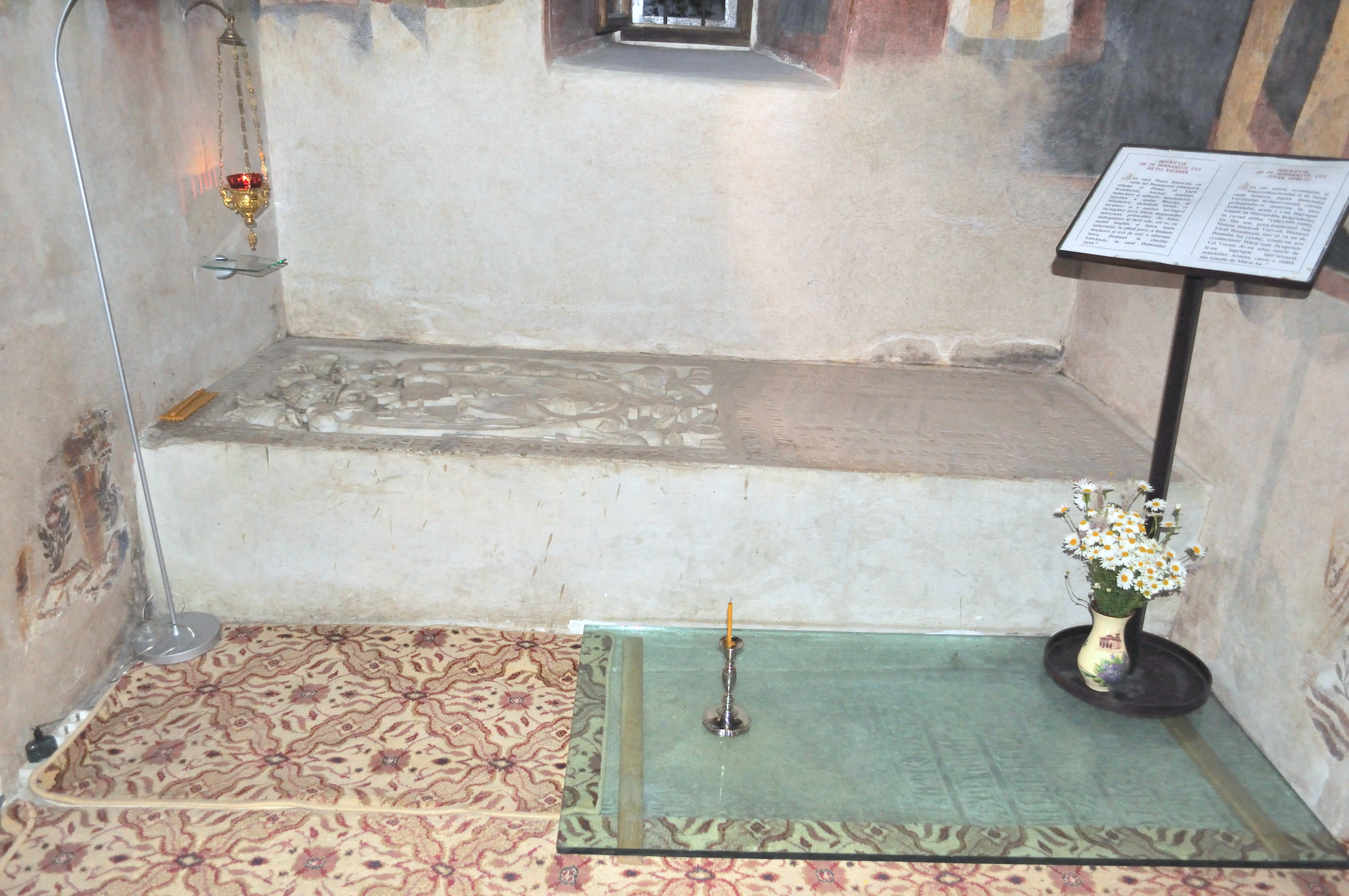
Matei Basarab sírja

- Kamuthi Zsuzsanna (Bethlen Ferenc első felesége, †1631) síremléke Keresden[4]
- Kemény-címeres faragvány a keresdi Bethlen-kastély loggiájának támfalából, a nagyszebeni Brukenthal Múzeum kőtárában[4]
- Apafi György (†1635) síremléke, az almakeréki családi kriptából a Magyar Nemzeti Múzeumba került[5]
- Georg Werder szebeni törvényszéki bíró sírköve (1970-ben már nem volt fellelhető, de 1839-ben Samuel Möckesch még látta a nagyszebeni evangélikus templomban)[3]
- Johannes Reussner nagyszebeni polgármester (†1631) sírköve az evangélikus templomban[3]
- Dominikus Rosenauer nagyszebeni városi tanácsos sírköve[3]
- Lukas Leo törvényszéki bíró és araműves sírlapja[3]
- Georg Heltner segesvári szabó sírlapja a segesvári hegyi templomban[3]
- Michael Agnethler szász gróf festett fa-epitáfiuma[3]
- Georg Theilesius püspök (†1646) sírkő-portéja a berethalmi vártemplomban[3]
- Christian Barth püspök (†1652) tumbalapja a berethalmi vártemplomban[5][3]
- Valentin Frank szász gróf (†1648) sírkő-portéja a nagyszebeni evangélikus templomban[3]
- a kolozsvári Farkas utcai református templom szószékén a mellvéd olaszkorsós, gyümölcsfüzéres betétlapjai[6]
- Barbara Theilesius (Georg Theilesius püspök felesége) síremléke a medgyesi evangélikus templomban[7]
- a nagyszebeni Nagypiac tér 16. számú házának portálja[8][3]
- a Hirscher—Weiss szász patrícius-családok címerköve[3]
- Tobias Sifft nagyszebeni polgármester címeres sírköve[3]
- Mateiaş udvarnagy, Matei Basarab havasalföldi fejedelem fogadott fia és Elina fejedelemasszony kőkoporsói a târgoviștei udvari kápolnában[3]
- Matei Basarab havasalföldi fejedelem síremléke az Arnota-hegyi kolostorban(wd)[9][3]